# 法政大学大学院公共政策研究科

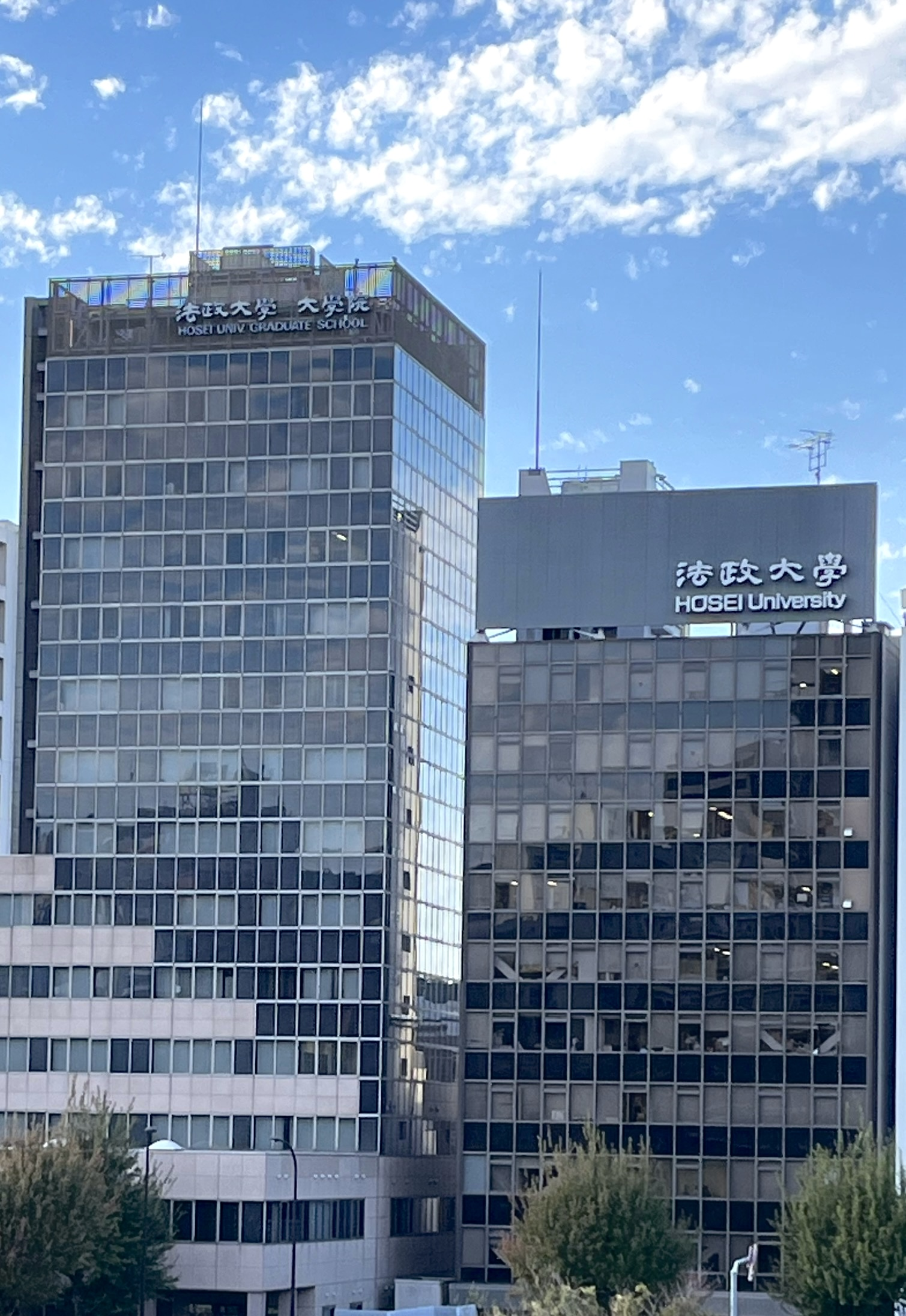
法政大学大学院棟 ・新見附校舎

法政大学大学院公共政策研究科（ほうせいだいがくだいがくいんこうきょうせいさくけんきゅうか、英：Graduate School of Public Policy and Social Governance）は、法政大学が設置する大学院研究科の一つ。

## 概要
法政大学大学院公共政策研究科は、公共政策課題の解決に貢献できる高度専門職業人を育成するために、2012年に設立された大学院研究科である。今日では、公共的担い手の多様化、政府部門に限定されない社会的な課題解決の営みを総合的な観点から研究する必要性が高まっており、主に公共政策領域や他の分野における諸問題に対応するため論理的思考力、新たな価値を生み出す創造力、分野横断的な思考力、実社会にフィードバックできる実務能力を養うための教育を行っている。
法政大学大学院公共政策研究科には、公共政策学専攻とサステイナビリティ学専攻とが置かれており、それぞれ修士課程及び博士後期課程を設置している。一般学生はもちろん、公共政策研究や総合的、学際的な視座から研究を行う意欲を強く持っている社会人に対して、広く門戸を開いている。

## 沿革
- 2012年（平成24年） - 法政大学大学院公共政策研究科公共政策学専攻を設置
- 2015年（平成27年） - 連帯社会インスティテュートを設置
- 2016年（平成28年） - 公共政策研究科にサステイナビリティ学専攻を設置
- 2019年（令和元年） - 人文科学研究科国際日本学インスティテュートと上海外国語大学日本文化経済学院との共同学位（ダブル・ディグリー）プログラム開設
- 2021年（令和3年） - スポーツ健康学研究科スポーツ健康学専攻に博士後期課程を設置

## 専攻・コース

### 公共政策研究科
- 公共政策学専攻[4]

　　公共マネジメントコース
　　政策研究コース
- サステイナビリティ学専攻[5]

　　国際協力フィールドスタディ
　　サステイナビリティ研究入門

## 施設・キャンパス
- 法政大学大学院棟

〒162-0843 東京都新宿区市谷田町2-15-2
- 新見附校舎

〒162-0843 東京都新宿区市谷田町2-16

## 担当教員

### 公共政策研究学専攻
- 杉崎和久 - （教授、都市計画・まちづくり）
- 土山希美枝 - （教授、公共政策学・自治体論）
- 名和田是彦 - （教授、公共哲学・コミュニティ論）
- 林嶺那 - （教授、行政学・公共管理論）
- 廣瀬克哉 - （教授、行政学・公共政策学、法政大学総長）
- 淵元初姫 - （教授、比較政治学・コミュニティ政策）
- 天本哲史 - （教授、行政法）
- 白鳥浩 - （教授、政治学・国際政治学）
- 多田和美 - （教授、国際経営論）
- 中筋直哉 - （教授、地域社会学・都市社会学・社会調査法）

### サステイナビリティ学専攻
- 岡松暁子 - （教授、国際法・海洋法・国際原子力法・国際環境法）
- 金藤正直 - （教授、経営学・会計学・地域研究）
- 北川徹哉 - （教授、環境流体・気象社会論・流体関連振動）
- 小島聡 - （教授、行政学・地方自治論・自治体政策論）
- 杉戸信彦 - （教授、自然地理学・自然災害）
- 杉野誠 - （教授、環境経済学・都市経済学・応用ミクロ経済学）
- 高田雅之 - （教授、生物多様性・自然環境政策・自然再生）
- 高橋五月 - （教授、環境人類学・海洋人類学・災害人類学・科学技術論）
- 武貞稔彦 - （教授、国際開発・途上国援助・環境と開発）
- 辻英史 - （教授、ドイツ近現代史）
- 永野秀雄 - （教授、日米比較法）
- 長谷川直哉 - （教授、サステイナビリティ経営・CSR）
- 藤倉良 - （教授、国際環境協力・環境システム科学）

## 学術交流

### 日中韓国際会議
公共政策のソフト、ハード両方の面における現状と課題をテーマとして、法政大学（公共政策研究科）、中国の北京大学（政府管理学院）、韓国の延世大学（政経大学院）の三者は2012年度に学術交流協定（MOU）を締結した。公共マネジメントコースが中心となって、毎年秋に国際会議の開催など大学間交流事業を実施している。